# Karl Bernhard Stark

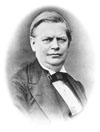
Karl Bernhard Stark

Karl Bernhard Stark, född 2 oktober 1824 i Jena, död 12 oktober 1879 i Heidelberg, var en tysk arkeolog. 
Stark blev 1855 professor i arkeologi vid Heidelbergs universitet och 1866 direktor för det på hans initiativ där upprättade arkeologiska institutet. Av hans skrifter kan nämnas Archäologische Studien (1852), Städteleben, Kunst und Altertum in Frankreich (1855), Niobe und die Niobiden (1863), Nach dem griechischen Orient (1874) och Systematik und Geschichte der Archäologie (1878).